# 松下年宏
松下 年宏（まつした としひろ、1983年10月17日 - ）は、鹿児島県鹿児島市出身の元プロサッカー選手、サッカー指導者。現役時代のポジションはミッドフィールダー及びディフェンダー。

## 来歴
兄の影響でサッカーを始める。
1999年に鹿児島実業高校に進学。3年時のインターハイ及び選手権では、同期の赤嶺真吾、立石飛鳥、登尾顕徳と共にベスト4入り。同年、明治大学サッカー部のセレクションを受け合格していたが、ガンバ大阪からオファーを受け、高校卒業後の2002年、G大阪に入団。主に右サイドバックとしてルーキーイヤーから多くの試合にベンチ入りし、Jデビューも果たした。
2005年には自己最多の14試合に出場するも、2006年は右WBに加地亮が加入したことなどにより出場機会に恵まれず、公式戦の出場機会確保と気持ちをリセットするために 同年6月から2007年12月までの1年半という長期の期限付き移籍でアルビレックス新潟へ移籍した。チーム屈指の機動力と多彩なキックで信頼を集め、2008年の移籍期間延長を経て、2009年より完全移籍。2009年は主にインサイドハーフで起用され、リーグ戦全試合出場を果たした。
2010年、新潟との契約を満了しFC東京へ完全移籍。FC東京では万能型MF とされ、左サイドハーフを主ポジションとしたが、チームがより攻撃に比重を傾ける場合にはサイドバックに配されることもあり、また、ボランチとして起用されることもあった。正確なプレースキックに自信を持ち セットプレーのキッカーも任されていた他、チームメートの羽生直剛からは「試合終盤でも長い距離を走（ってチャンスを作）れる能力がある」 とスタミナや運動量を評価され、大熊清監督からも「90分攻守で運動量を出すことができる」 と認められていたが、同年9月以降の大熊体制下ではリーグ戦での出場機会を激減させていた。なお、同年10月10日に元アナウンサーの枦山南美と結婚。
2011年、試合に出られない状況を変えたいとベガルタ仙台へ期限付き移籍。レギュラー確保には至らなかったものの、出場停止を除く全試合にベンチ入りし チームの上位進出に貢献。2012年より完全移籍へと移行。得意のボランチを中心に複数ポジションをこなし、主力欠場の穴埋め役や スーパーサブとして重宝された。2013年をもって退団。
2014年より横浜FCへ完全移籍。ゲームメーカー役として攻守に貢献し、8月の5連戦では2ゴール2アシストの活躍で同月のリーグMVPを受賞。同年は主に右サイドハーフに入り、チーム最多のアシストとシュート数を記録した。精神的主柱の一人としても奮戦したが、2016年にはリーグ戦10試合の出場に留まり、同年限りで契約を満了。
2017年、高校同期の登尾がGMを務める 地元・鹿児島の鹿児島ユナイテッドFCへ完全移籍。
同年9月5日、トレーニング中に負傷。左ひざ内側半月板損傷で全治約2カ月の診断を受けた。以降、同シーズンは出場機会は無かった。
2018年シーズン終了を以て現役を引退。
2019年2月、鹿児島のU－15コーチに就任。2020年まで務め、同年末に退団した。
2021年からは新潟のU-15コーチに就任した。
2022年からはV・ファーレン長崎のU-12監督に就任した。

## エピソード
- ニックネームの「ワンちゃん」は、ガンバ大阪在籍時に王貞治に目が似ていることから付けられた[44]。命名者は当時チームメイトであった吉原宏太。また、高校時代のニックネームは「社長」。これは実家が自営業（インテリア関係）であることから。

## 所属クラブ
- 川上スポーツ少年団[1](鹿児島市立牟礼岡小学校[44])
- 1995年 - 1999年 鹿児島市立城西中学校[1]
- 1999年 - 2002年 鹿児島実業高等学校
- 2002年 - 2008年  ガンバ大阪
  - 2006年6月 - 2008年  アルビレックス新潟 (期限付き移籍)
- 2009年  アルビレックス新潟
- 2010年 - 2011年  FC東京
  - 2011年  ベガルタ仙台 (期限付き移籍)
- 2012年 - 2013年  ベガルタ仙台
- 2014年 - 2016年  横浜FC
- 2017年 - 2018年  鹿児島ユナイテッドFC

## 個人成績
| 国内大会個人成績 | 国内大会個人成績 | 国内大会個人成績 | 国内大会個人成績 | 国内大会個人成績 | 国内大会個人成績 | 国内大会個人成績 | 国内大会個人成績 | 国内大会個人成績 | 国内大会個人成績 | 国内大会個人成績 | 国内大会個人成績 |
| 年度             | クラブ           | 背番号           | リーグ           | リーグ戦         | リーグ戦         | リーグ杯         | リーグ杯         | オープン杯       | オープン杯       | 期間通算         | 期間通算         |
| 年度             | クラブ           | 背番号           | リーグ           | 出場             | 得点             | 出場             | 得点             | 出場             | 得点             | 出場             | 得点             |
| 日本             | 日本             | 日本             | 日本             | リーグ戦         | リーグ戦         | リーグ杯         | リーグ杯         | 天皇杯           | 天皇杯           | 期間通算         | 期間通算         |
| ---------------- | ---------------- | ---------------- | ---------------- | ---------------- | ---------------- | ---------------- | ---------------- | ---------------- | ---------------- | ---------------- | ---------------- |
| 2002             | G大阪            | 24               | J1               | 5                | 0                | 1                | 0                | 0                | 0                | 6                | 0                |
| 2003             | G大阪            | 24               | J1               | 5                | 0                | 1                | 0                | 0                | 0                | 6                | 0                |
| 2004             | G大阪            | 24               | J1               | 4                | 0                | 1                | 0                | 2                | 0                | 7                | 0                |
| 2005             | G大阪            | 24               | J1               | 14               | 0                | 7                | 0                | 3                | 0                | 24               | 0                |
| 2006             | G大阪            | 24               | J1               | 1                | 0                | 0                | 0                | -                | -                | 1                | 0                |
| 2006             | 新潟             | 35               | J1               | 19               | 3                | -                | -                | 2                | 0                | 21               | 3                |
| 2007             | 新潟             | 7                | J1               | 25               | 0                | 4                | 0                | 0                | 0                | 29               | 0                |
| 2008             | 新潟             | 7                | J1               | 28               | 2                | 5                | 0                | 0                | 0                | 33               | 2                |
| 2009             | 新潟             | 7                | J1               | 34               | 4                | 6                | 2                | 3                | 1                | 43               | 7                |
| 2010             | FC東京           | 8                | J1               | 21               | 1                | 4                | 0                | 3                | 1                | 28               | 2                |
| 2011             | 仙台             | 8                | J1               | 26               | 2                | 4                | 0                | 3                | 0                | 33               | 2                |
| 2012             | 仙台             | 8                | J1               | 26               | 1                | 7                | 1                | 2                | 0                | 35               | 2                |
| 2013             | 仙台             | 8                | J1               | 26               | 2                | 2                | 1                | 3                | 1                | 31               | 4                |
| 2014             | 横浜FC           | 24               | J2               | 29               | 5                | -                | -                | 1                | 0                | 30               | 5                |
| 2015             | 横浜FC           | 24               | J2               | 35               | 4                | -                | -                | 2                | 1                | 37               | 5                |
| 2016             | 横浜FC           | 24               | J2               | 10               | 0                | -                | -                | 2                | 1                | 12               | 1                |
| 2017             | 鹿児島           | 24               | J3               | 14               | 1                | -                | -                | 2                | 0                | 16               | 1                |
| 2018             | 鹿児島           | 24               | J3               | 1                | 0                | -                | -                | 1                | 0                | 2                | 0                |
| 通算             | 日本             | 日本             | J1               | 234              | 15               | 42               | 4                | 21               | 3                | 297              | 22               |
| 通算             | 日本             | 日本             | J2               | 74               | 9                | -                | -                | 5                | 2                | 79               | 11               |
| 通算             | 日本             | 日本             | J3               | 15               | 1                | -                | -                | 3                | 0                | 18               | 1                |
| 総通算           | 総通算           | 総通算           | 総通算           | 323              | 25               | 42               | 4                | 29               | 5                | 394              | 34               |

| 国際大会個人成績 | 国際大会個人成績 | 国際大会個人成績 | 国際大会個人成績 | 国際大会個人成績 |
| 年度             | クラブ           | 背番号           | 出場             | 得点             |
| AFC              | AFC              | AFC              | ACL              | ACL              |
| ---------------- | ---------------- | ---------------- | ---------------- | ---------------- |
| 2013             | 仙台             | 8                | 2                | 0                |
| 通算             | AFC              | AFC              | 2                | 0                |

その他の国際公式戦
- 2010年
  - スルガ銀行チャンピオンシップ 1試合0得点

出場歴
- 2002年08月07日：Jリーグ初出場 - J1 1st第13節 vs東京ヴェルディ1969 (万博記念競技場)[5]
- 2006年08月26日：Jリーグ初得点 - J1 第20節 vs大分トリニータ (新潟スタジアム)[5]
- 2008年11月30日：Jリーグ100試合出場 - J1第33節 vsFC東京 (味の素スタジアム)[45]
- 2012年08月11日：Jリーグ200試合出場 - J1第21節 vsコンサドーレ札幌 (札幌ドーム)
- 2016年03月06日：Jリーグ300試合出場 - J2第02節 vs松本山雅FC (三ツ沢公園球技場)

## 指導歴
- 2019年 - 2020年 鹿児島ユナイテッドFCU-15鹿児島 コーチ
- 2021年  アルビレックス新潟U-15 コーチ
- 2022年 -  V・ファーレン長崎 U-12 監督

## タイトル

### クラブ
ガンバ大阪
- Jリーグ ディビジョン1：1回 (2005年)

FC東京
- スルガ銀行チャンピオンシップ：1回 (2010年)

### 個人
- Jリーグ月間MVP：1回 (2014年8月[34])